# Salix chaenomeloides
Salix chaenomeloides là một loài thực vật có hoa trong họ Liễu. Loài này được Kimura miêu tả khoa học đầu tiên năm 1938.

## Hình ảnh

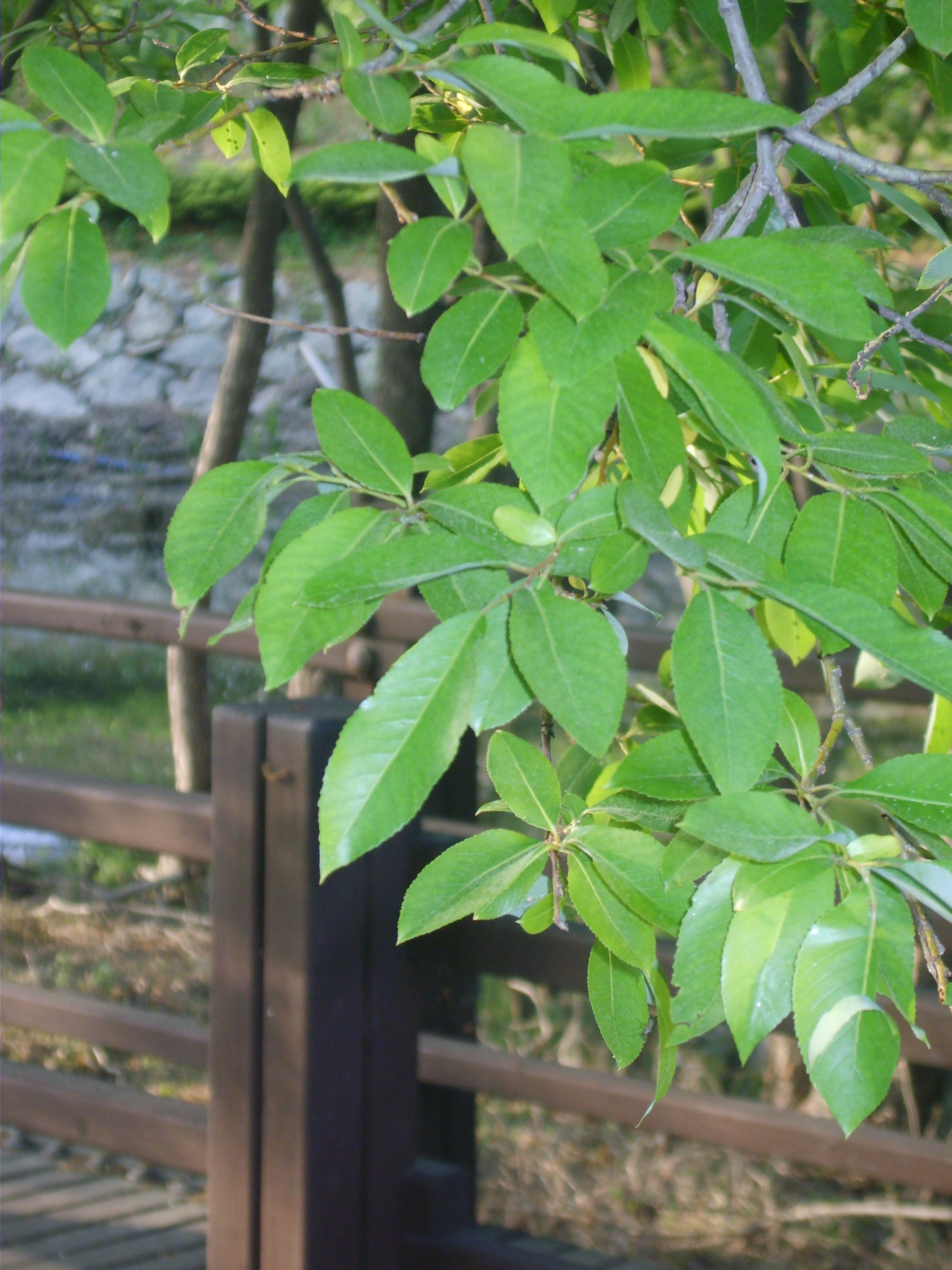
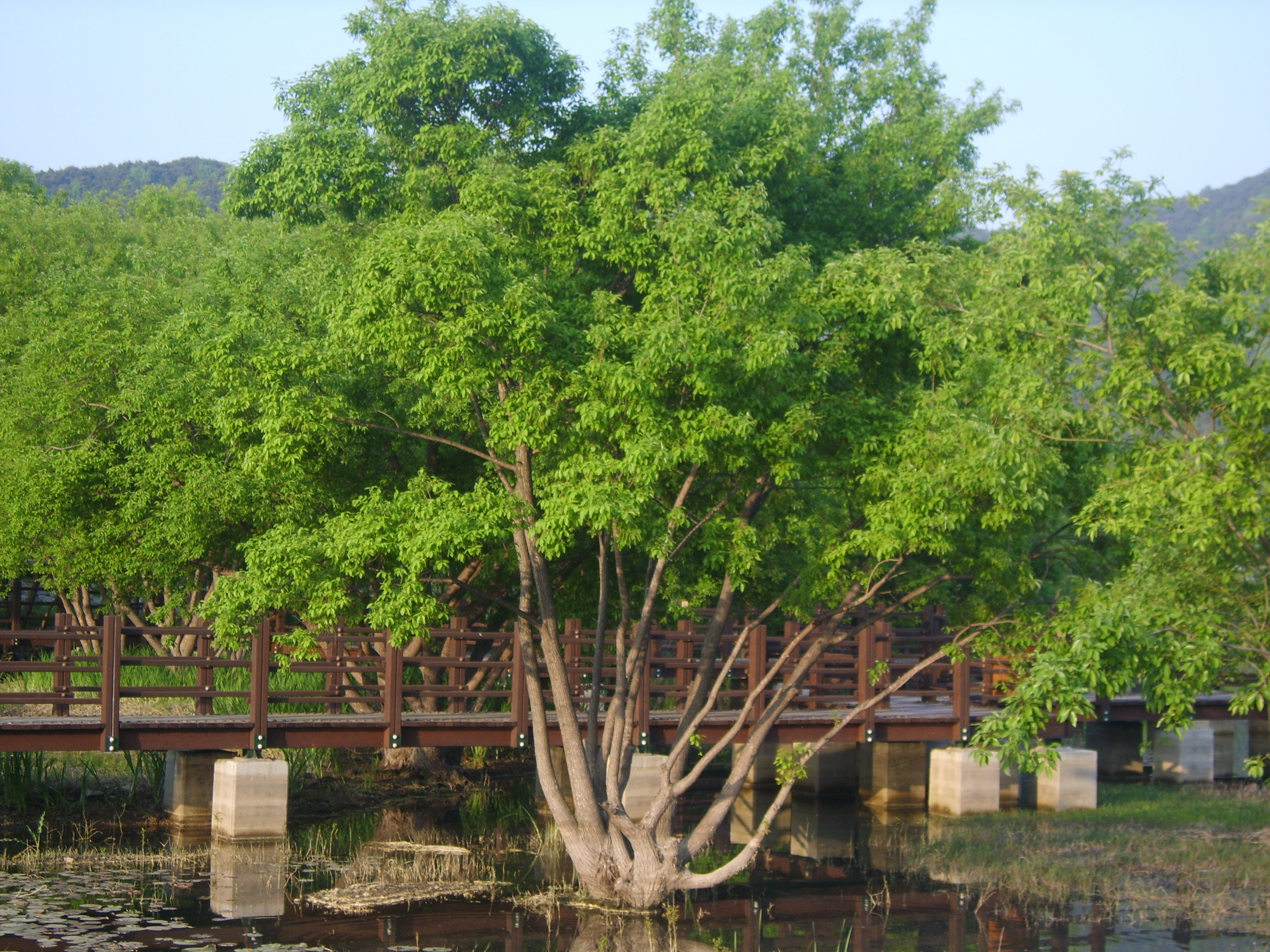
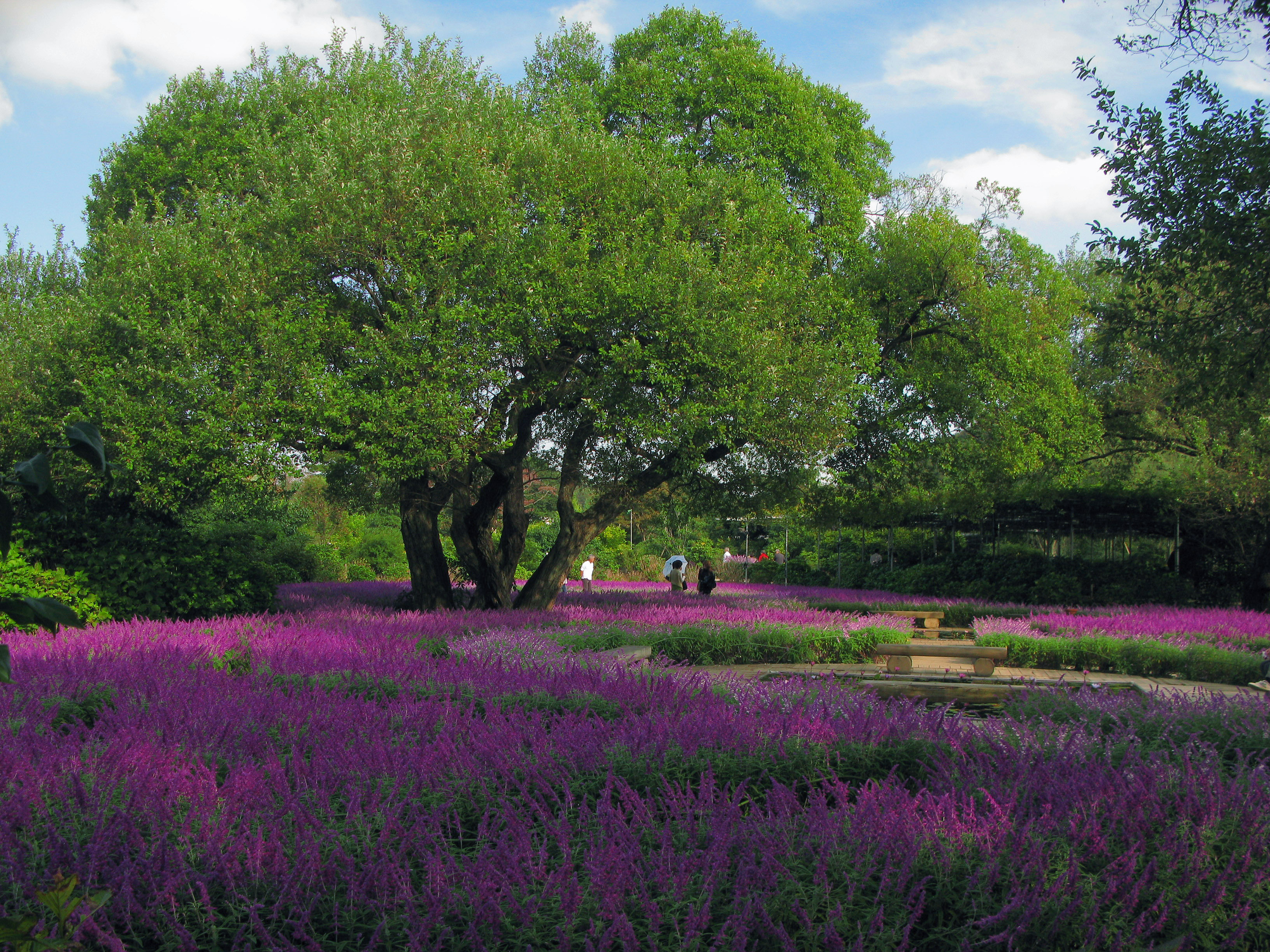
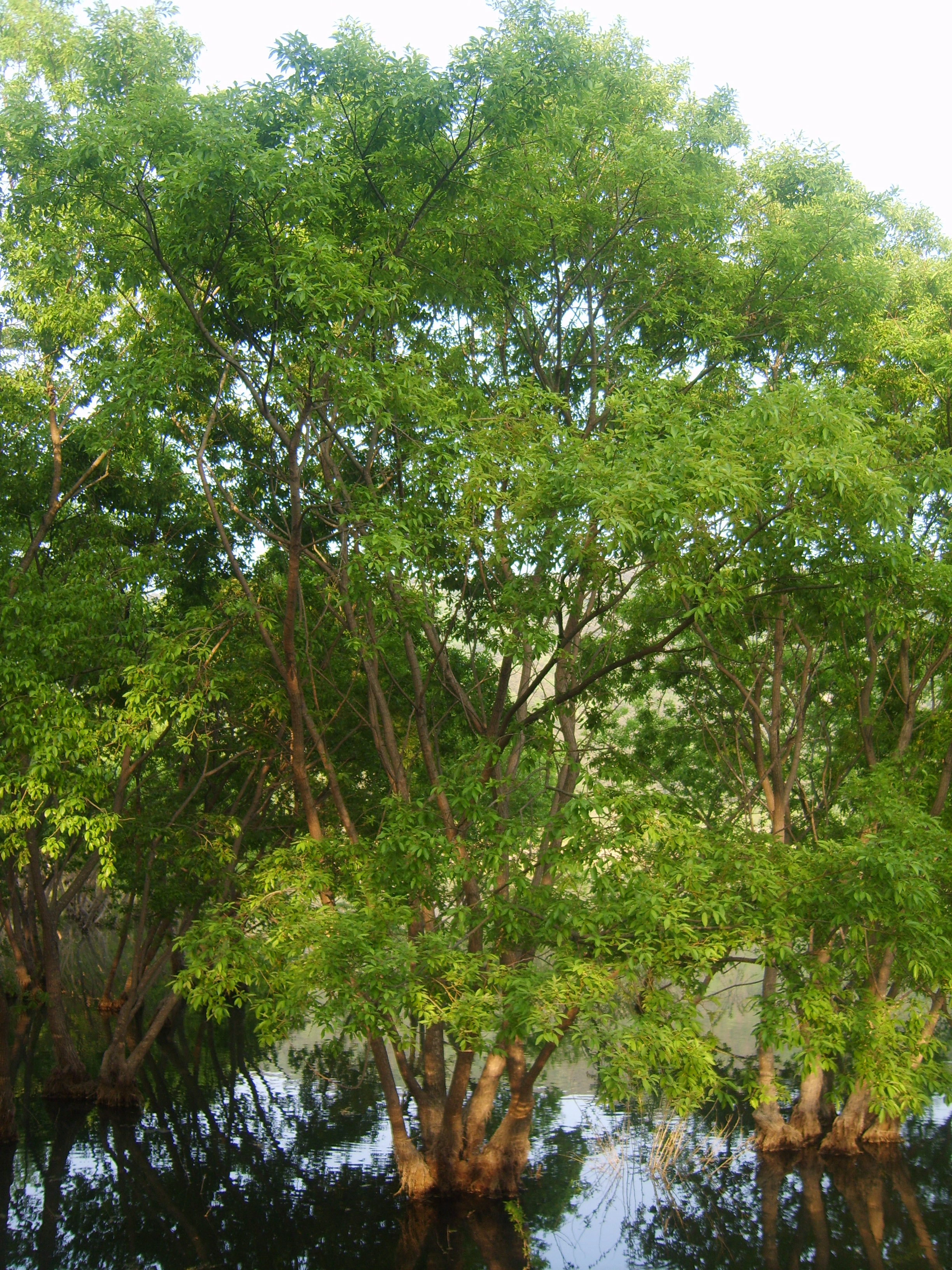